# 王亜男
王 亜男（ワン・ヤーナン、英語: Wang Ya Nan、1984年10月29日 - ）は、中国のプロボクサー。遼寧省大連市出身。現WIBA世界ミドル級王者。元WBC女子世界ミドル級王者。

## 来歴
2006年4月29日、プロデビュー。
2007年7月28日、WIBAミドル級王座を獲得。
2008年1月26日、マカオにてWBC女子同級王座決定戦に挑戦。判定の末Janaya Davisに勝利し、WBC王座を獲得とともにWIBA王座も防衛。
11月7日、Akondaye Fountainを判定で退け王座防衛。
だが、その後は防衛戦が何度もキャンセルされ、最終的にはオーストラリアに拠点を移し、2009年12月20日に防衛戦が決定した。
1年以上のブランクを不安視されたものの、チャリティ・ムカミを3-0判定で降しWIBA3度目、WBC2度目の防衛に成功した。